# نيمشينكو ألكسندر دميتروفيتش
نيمشينكو ألكسندر دميتروفيتش (1953 - 1 نوفمبر 2020)، هو ممثل أوكراني سوفيتي، حصل على وسام فنان جمهورية أوكرانيا الاشتراكية السوفياتية.

## وصلات خارجية
نيمشينكو ألكسندر دميتروفيتش على موقع IMDb (الإنجليزية)